# Swiss Super League (2005/2006)
Swiss Super League (2005/2006) – 107. edycja najwyższej piłkarskiej klasy rozgrywkowej w  Szwajcarii. Rozpoczęły się 13 lipca 2005 roku, zakończyły się natomiast 14 maja 2006 roku. W rozgrywkach wzięło udział dziesięć drużyn. Mistrzowski tytuł wywalczyła drużyna FC Zürich. Królem strzelców ligi został Alhassane Keita z FC Zürich, który zdobył 20 goli.

## Drużyny
| Uczestnicy poprzedniej edycji                                                                                 | Uczestnicy poprzedniej edycji | Uczestnicy poprzedniej edycji | Uczestnicy poprzedniej edycji |
| --- | ----------------------------- | ----------------------------- | ----------------------------- |
| BAS | FC Basel                      | 1                             |                               |
| THU | FC Thun                       | 2                             |                               |
| GRA | Grasshopper Club Zurych       | 3                             |                               |
| YBO | BSC Young Boys                | 4                             |                               |
| ZUR | FC Zürich                     | 5                             |                               |
| NEU | Neuchâtel Xamax               | 6                             |                               |
| GAL | FC Sankt Gallen               | 7                             |                               |
| AAR | FC Aarau                      | 8                             |                               |
| SCH | FC Schaffhausen               | 9                             |                               |
| Awans z Challenge League (2004/2005)                                                                          |                               |                               |                               |
| YVE | Yverdon-Sport FC              | 1                             |                               |
| Oznaczenia: - kolumna pierwsza – skróty nazw drużyn, - kolumna trzecia – miejsce zajęte w poprzednim sezonie. |                               |                               |                               |

Po poprzednim sezonie spadł: Servette FC.

## Rozgrywki

### Tabela
| Lp. | Drużyna                 | M  | Z  | R  | P  | Bramki | Bramki | Różn. | Pkt | Uwagi                                         |
| --- | ----------------------- | -- | -- | -- | -- | ------ | ------ | ----- | --- | --------------------------------------------- |
| 1   | FC Zürich               | 36 | 23 | 9  | 4  | 86     | 36     | +50   | 78  | Liga Mistrzów UEFA • III runda kwalifikacyjna |
| 2   | FC Basel                | 36 | 23 | 9  | 4  | 87     | 42     | +45   | 78  | Puchar UEFA • I runda kwalifikacyjna          |
| 3   | BSC Young Boys          | 36 | 17 | 11 | 8  | 60     | 46     | +14   | 62  | Puchar UEFA • I runda kwalifikacyjna          |
| 4   | Grasshopper Club Zurych | 36 | 14 | 13 | 9  | 44     | 33     | +11   | 55  | Puchar UEFA • II runda kwalifikacyjna         |
| 5   | FC Thun                 | 36 | 14 | 7  | 15 | 50     | 53     | −3    | 49  |                                               |
| 6   | FC Sankt Gallen         | 36 | 11 | 7  | 18 | 51     | 56     | −5    | 40  |                                               |
| 7   | FC Aarau                | 36 | 8  | 11 | 17 | 29     | 63     | −34   | 35  |                                               |
| 8   | FC Schaffhausen         | 36 | 7  | 12 | 17 | 32     | 55     | −23   | 33  |                                               |
| 9   | Neuchâtel Xamax (S)     | 36 | 9  | 6  | 21 | 41     | 70     | −29   | 33  | Baraże o Super League                         |
| 10  | Yverdon-Sport FC (S)    | 36 | 9  | 5  | 22 | 38     | 64     | −26   | 32  | Spadek do Challenge League                    |

### Baraże o Super League
Drużyna, która zajęła 9. pozycję w Super League zagrała dwumecz przeciwko wicemistrzowi Challenge League.
| 18 maja 2006 | FC Sion | 0:0 | Neuchâtel Xamax | Stade Tourbillon, Sion |
|              |         |     |                 |                        |

| 21 maja 2006 | Neuchâtel Xamax | 0:30:1 | FC Sion · 38', 59' Vogt · 68' Gaspoz | Stade de la Charrière, La Chaux-de-Fonds |
|              |                 |        |                                      |                                          |

## Najlepsi strzelcy
20 bramek
- Alhassane Keita (FC Zürich)

18 bramek
- Matías Delgado (FC Basel)
- Daniel Joăo Paulo (BSC Young Boys)

14 bramek
- Raffael (FC Zürich)
- Mladen Petrić (FC Basel)

13 bramek
- Eric Hassli (FC Sankt Gallen)
- Francisco Aguirre (Yverdon-Sport FC)

12 bramek
- Alexander Tachie-Mensah (FC Sankt Gallen)
- Antonio dos Santos (Grasshopper Club Zurych)
- Clederson (FC Zürich)